# Triepeolus ancoratus
Triepeolus ancoratus är en biart som beskrevs av Cockerell 1916. Triepeolus ancoratus ingår i släktet Triepeolus och familjen långtungebin. Inga underarter finns listade i Catalogue of Life.